# Ignacy Niepołomski
Ignacy Kasper Niepołomski (ur. 24 lipca 1883, zm. 1940 w Kijowie) – inżynier, podpułkownik łączności Wojska Polskiego, ofiara zbrodni katyńskiej.

## Życiorys
Syn Kacpra. W czasie I wojny światowej walczył w szeregach cesarskiej i królewskiej armii. Na stopień kapitana został mianowany ze starszeństwem z 1 lutego 1918 roku w korpusie oficerów rezerwy artylerii. Jego oddziałem macierzystym był pułk artylerii Fortecznej nr 2.
Podczas wojny polsko-ukraińskiej w listopadzie 1918 brał udział w obronie Lwowa, w stopniu kapitana pełnił funkcję komendanta uzupełnień artylerii w oddziale podległym Naczelnej Komendzie w ramach artylerii obrony Lwowa.
Po odzyskaniu przez Polskę niepodległości wstąpił do Wojska Polskiego. 30 lipca 1920 roku został zatwierdzony z dniem 1 kwietnia 1920 roku w stopniu majora, w Korpusie Wojsk Łączności, w grupie oficerów byłej armii austro-węgierskiej. Pełnił wówczas służbę w Oddziale IIIa, przemianowanym na Szefostwo Łączności Naczelnego Dowództwa Wojska Polskiego. W tym samym miesiącu został mianowany na stanowisko inspektora służby łączności Naczelnego Dowództwa WP . 
W latach 20. był przydzielony do 1 pułku łączności. Był kierownikiem Centralnych Zakładów Wojsk Łączności. 15 sierpnia 1922 roku został przeniesiony do Dowództwa Okręgu Korpusu Nr I w Warszawie na stanowisko szefa Szefostwa Łączności. Jego podwładnym był wówczas mjr Teofil Mazur, także ofiara zbrodni katyńskiej. Został awansowany do stopnia pułkownika łączności ze starszeństwem z dniem 15 sierpnia 1924. Następnie był szefem 1 Okręgowego Szefostwa Łączności w Warszawie, pozostając oficerem nadetatowym 1 pułku łączności. W kwietniu 1928 został zwolniony z zajmowanego stanowiska z równoczesnym przeniesieniem służbowym do Powiatowej Komendy Uzupełnień Warszawa Miasto IV na sześć miesięcy w celu odbycia praktyki poborowej. Z dniem 30 listopada 1928 został przeniesiony w stan spoczynku. W 1934 jako pułkownik rezerwy w korpusie oficerów łączności był przydzielony do Oficerskiej Kadry Okręgowej nr I jako oficer w dyspozycji dowódcy OK I i pozostawał wówczas w ewidencji Powiatowej Komendy Uzupełnień Warszawa Miasto III.
W marcu 1924 został członkiem komisji rewizyjnej zarządu Stowarzyszenia Radiotechników. Od 1927 do 1928 był prezesem Stowarzyszenia Teletechników Polskich (w 1920 był współinicjatorem powstania Koła Teletechników przy STP), a w jego ramach w 1927 zainicjował powstanie czasopisma „Przegląd Telekomunikacyjny” i został członkiem jego komitetu redakcyjnego. W 1928 został dyrektorem przedsiębiorstwa Towarzystwo Kabli Dalekosiężnych Spółka z o.o. (TKD), od Telkabl.
Po wybuchu II wojny światowej i agresji ZSRR na Polskę z 17 września 1939 na terenach wschodnich II Rzeczypospolitej został aresztowany przez sowietów. Został przewieziony do więzienia przy ulicy Karolenkiwskiej 17 w Kijowie. Tam został zamordowany przez NKWD prawdopodobnie na wiosnę 1940. Jego nazwisko znalazło się na tzw. Ukraińskiej Liście Katyńskiej opublikowanej w 1994 (został wymieniony na liście wywózkowej 55/5-16 oznaczony numerem 2070; jego tożsamość została podana jako Ignacy Niepołoński). Ofiary tej części zbrodni katyńskiej zostały pochowane na otwartym w 2012 Polskim Cmentarzu Wojennym w Kijowie-Bykowni.

## Ordery i odznaczenia
- Krzyż Walecznych
- Medal Niepodległości – 29 grudnia 1933 roku „za pracę w dziele odzyskania niepodległości”[20]
- Signum Laudis Brązowy Medal Zasługi Wojskowej na wstążce Krzyża Zasługi Wojskowej[21]
- Krzyż Wojskowy Karola[21]